# Campylospermum bracteatum
Campylospermum bracteatum là một loài thực vật có hoa trong họ Ochnaceae. Loài này được Farron mô tả khoa học đầu tiên.